# Cleome gynandra
Cleome gynandra är en paradisblomsterväxtart som beskrevs av Carl von Linné. Cleome gynandra ingår i släktet paradisblomstersläktet, och familjen paradisblomsterväxter. Utöver nominatformen finns också underarten C. g. nana.

## Bildgalleri

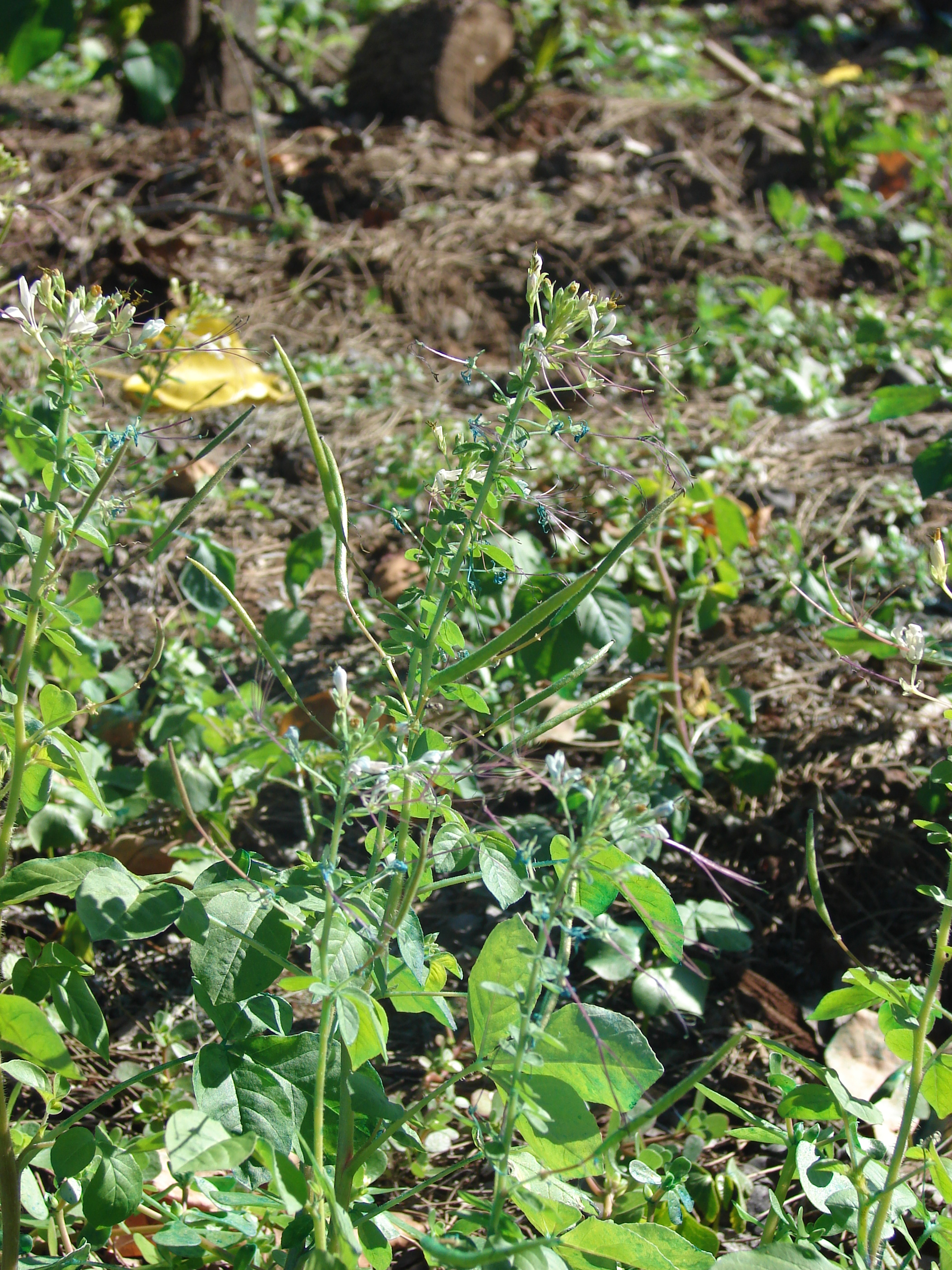
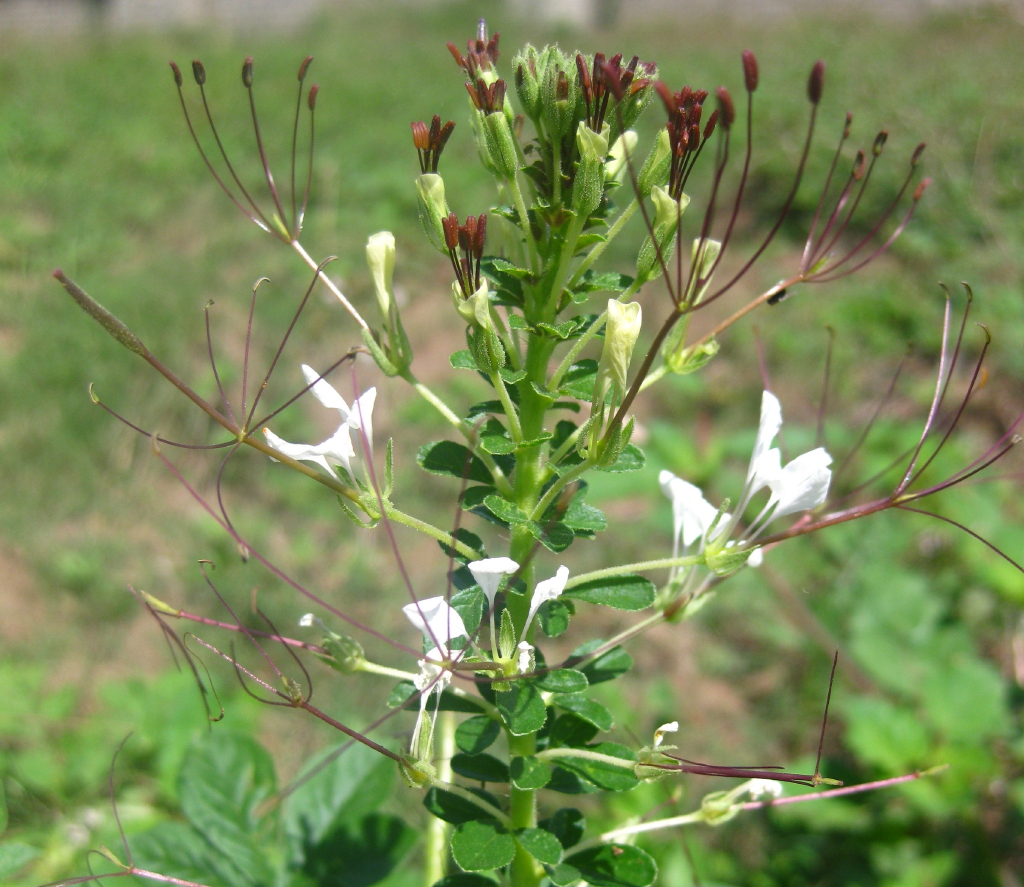
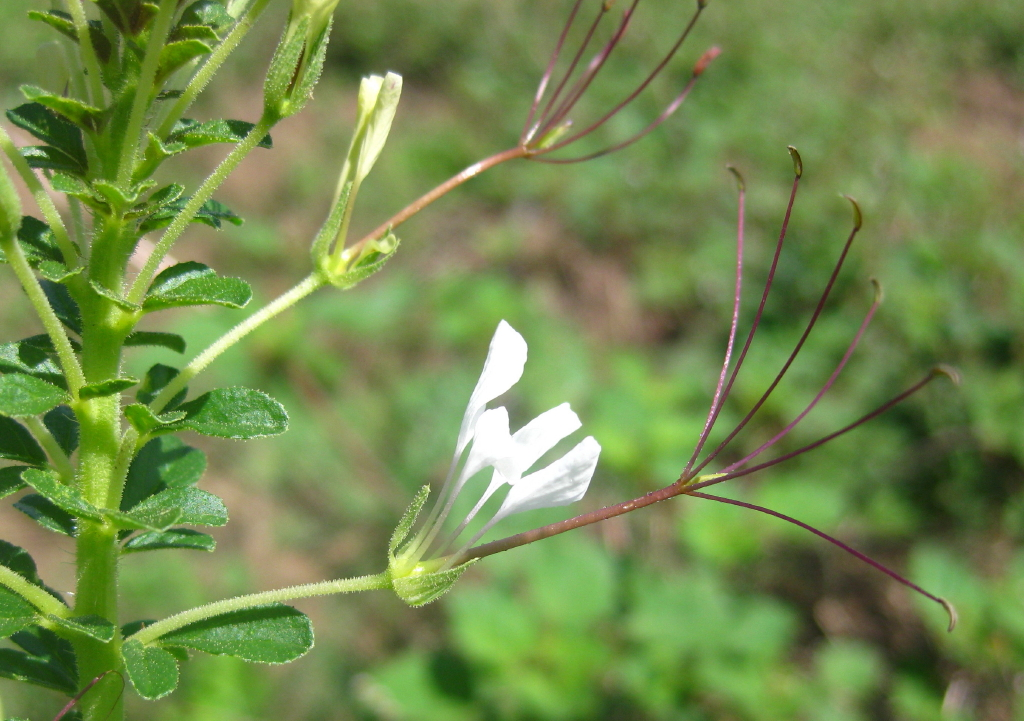
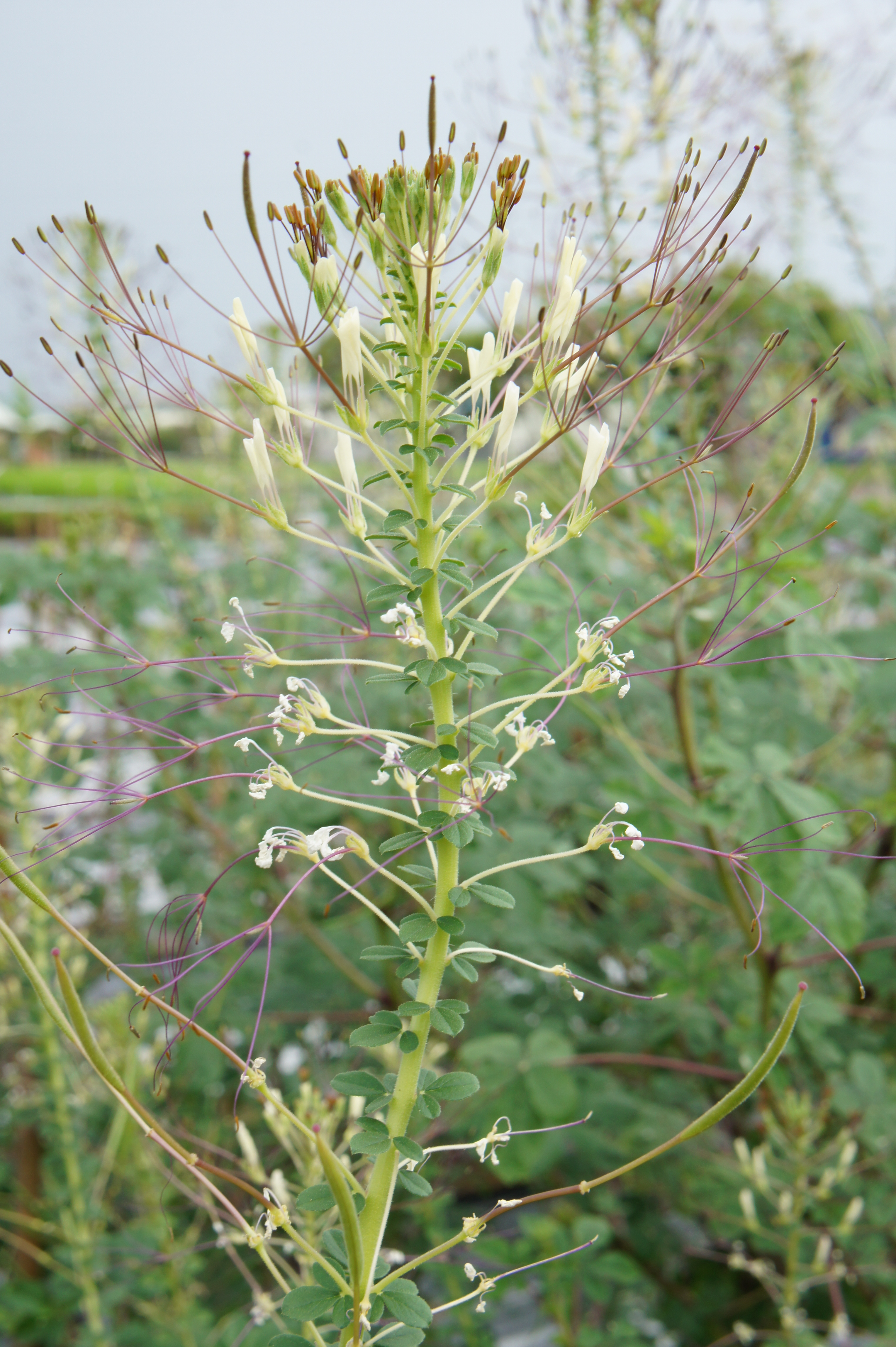
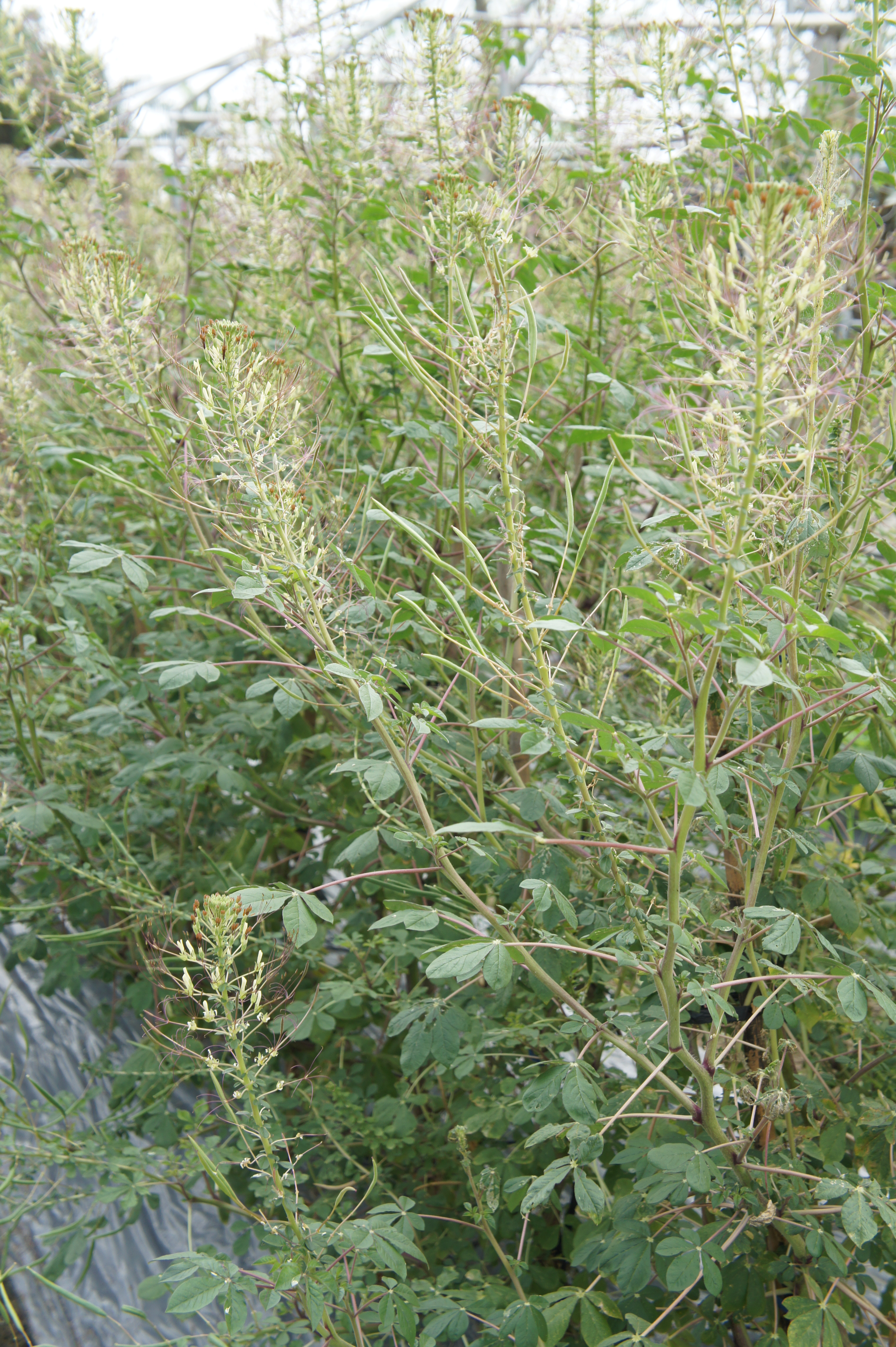